# Sottunga kyrka
Sottunga kyrka (eller kapell) i Sottunga på Åland är en träkyrka som är tillägnad Maria Magdalena.
Sottunga nämns första gången 1544 som kapell under Föglö och bildade egen församling 1914.
Sottunga uppgick 2006 i Ålands södra skärgårdsförsamling tillsammans med församlingarna i Föglö och Kökar.

## Historia
Ett kapell på Sottunga nämns för första gången i och med Gustav Vasas konfiskationer 1544 då en kopparklocka togs i beslag. Det finns belägg på klagomål på kyrkans placering och därmed planer på en flytt av kapellet från 1711. Enligt traditionen på Sottunga låg detta första kapell på Kapellön cirka en kilometer från den nuvarande kyrkan. Andra källor hävdar dock att den stora ofreden (1713—1721) omintetgjorde dessa planer, varpå kapellet brann ner 1726.
Ungefär år 1730 stod det nya kapellet klart "på sin förre plats", byggt för pengar som förvarats i kapellkistan hos Pastor Stålbohm. Votivskeppet är tillverkat av en kökarbo, som gett löfte han skulle bygga två kyrkskepp, ett till Kökar och ett till Sottunga om han klarade sig ur fångenskap hos sjörövare i norra Afrika.

## Kyrkobyggnaden
Den lilla rödmålade enskeppiga kapellkyrkan är en hög och kort träbyggnad med hög gavel i väster med spånklätt tak. Till kapellkyrkan hör en klockstapel som rymmer två klockor.

## Inventarier
- En altartavla som föreställer Nattvarden målad av P Berggren från Stockholm skaffades in 1845[1]
- En äldre altartavla från 1813.[5]
- En dopfunt vars fot är tillverkad av motorgaleasen Tamaras mastfot[5]
- En votivskepp[1]
- En lampa i vapenhuset som använts vid en mobil bro vid en fartygsränna vintertid[5]

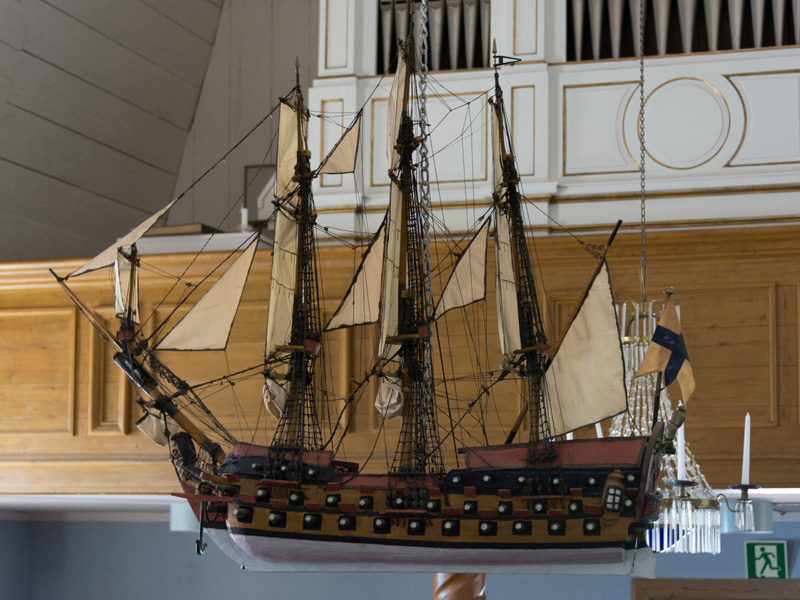
votivskepp
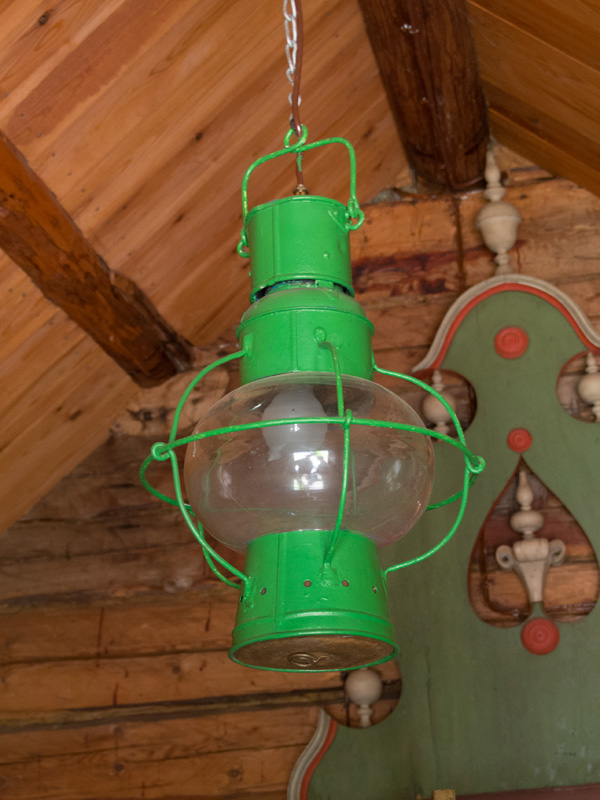
lampa i vapenhuset

### Orgel
- 1956 flyttas en orgel hit från Lemlands kyrka. Den var byggd av Frans Andersson 1866. Den renoverades och återställdes av Helmutch Gripentrog och Kalevi Mäkinen.[6]

| Manual C-f3     | Pedal C-g |
| Borduna 16' B/D | Bihängd   |
| Principal 8’    |           |
| Gamba 8'        |           |
| Flauto 8'       |           |
| Octava 4'       |           |
| Fleut 4'        |           |
| Trompet 8'      |           |